# 黒石市立黒石東小学校
黒石市立黒石東小学校（くろいししりつ くろいしひがししょうがっこう）は青森県黒石市春日町にある公立小学校。

## 概要
黒石市中心市街地のやや東寄りの春日町にある小学校。全校児童は574人（2022年4月8日現在）　で、主な進学先は黒石中学校。学区は津軽平野東端から八甲田山につながる丘陵地、山地に渡り、稲作やリンゴ栽培が盛んで自然豊かな土地である。校歌に歌われるように、東に八甲田山、西に岩木山を望み、春には運動場（校庭）が桜の花で彩られる。毎年夏に開催される黒石ねぷた祭りでは、学区内でも多くのねぷたが運行される。

## 沿革
- 1967年（昭和42年）4月1日 - 黒石小学校の学区を一部変更。黒石小から分離する形で黒石東小学校が創立する[2]。
- 1968年（昭和43年）4月1日 - 「東小の歌」制定。旧体育館（初代体育館）完成。
- 1975年（昭和50年）
  - 3月31日 - 北校舎1階2教室、2階家庭科室増築完成。
  - 7月12日 - プール施設（10m×25m）完成。
- 1977年（昭和52年）10月9日 - 創立10周年記念式典挙行。校歌制定。
- 1981年（昭和56年） - 校旗制定。
- 1983年（昭和58年）3月10日 - 卒業記念として、東門設置。
- 1987年（昭和62年）10月4日 - 創立20周年記念式典挙行。
- 1991年（平成3年）秋 - 9月28日に青森県を通過した台風19号で被害を受けた体育館屋根修理。
- 1996年（平成8年）7月19日 - パソコン20台設置。
- 1997年（平成9年）10月5日 - 創立30周年記念式典挙行。
- 2002年（平成14年）4月1日 - 2学期制を開始する。
- 2003年（平成15年）
  - 12月17日 - 新北校舎が完成し、備品の搬入。
  - 12月18日 - さよなら旧校舎集会を行う。
- 2004年（平成16年）1月15日 - 新校舎での授業開始。
- 2006年（平成18年）3月31日 - 創立40周年記念事業協賛会設立。新体育館（2代目体育館）建設を決定する。
- 2007年（平成19年）
  - 3月5日 - 新体育館竣工。
  - 3月20日 - 旧体育館解体工事終了。
  - 4月1日 - 40周年記念絵画「みんななかま」が、協賛会より寄贈。
  - 10月9日 - 校舎新築落成。創立40周年記念式典挙行。
- 2008年（平成20年）11月19日 - 外庭外構・プールフェンス工事終了。
- 2010年（平成22年）
  - 2月1日 - 地デジ対応テレビ24台へ取替。
  - 2月18日 - 校務用パソコン23台設置。
  - 6月4日 - わかば学級に手すり設置。
  - 6月10日 - 身障者トイレに手すり設置。
  - 6月14日 - プール塗装工事完了。
- 2011年（平成23年）12月27日 - パソコン室のパソコン38台取替。
- 2014年（平成26年） - プールフェンス工事終了。
- 2015年（平成27年） - 職員玄関前にインターフォン設置。監視カメラ2台設置。
- 2017年（平成29年）10月8日 - 創立50周年記念式典祝賀会開催。
- 2020年（令和2年）
  - 4月1日 - 追子野木・牡丹平・浅瀬石の3小学校を統合[3]。
  - 4月6日 - 統合小学校の開校式挙行[4]。
  - 4月7日 - 統合後、最初の入学式挙行。最初の新入生は104名、この新入生を含め全児童624名で、統合小学校のスタートを切った[5]。
- 2021年（令和3年）
  - 3月19日 - 統合後、最初の卒業証書授与式挙行。
  - 3月26日 - 統合後、最初の修了式と離任式挙行。

## 校歌
作詞:石森延男・作曲:中田喜直

## 学区
出典
- 弥生町、桜木町、幸町、美原町、春日町、東町、錦町、旭町、泉町、花園町、若葉町、京町、鍛治町、市ノ町、前町、中町、浜町、横町、山形町、東新町一丁目、東新町二丁目、浦町一丁目、浦町二丁目、長崎一丁目、長崎二丁目、柵ノ木一丁目、柵ノ木二丁目、柵ノ木三丁目、柵ノ木四丁目、角田、八甲、東野添字長坂道北、豊岡、石名坂、牡丹平、花巻（東英小学校の通学区域を除く）、高賀野、浅瀬石、中川、追子野木一丁目、追子野木二丁目、追子野木三丁目、ちとせ一丁目、ちとせ二丁目、ちとせ三丁目

## 児童会活動
- 運営委員会 [2]
- 集会委員会
- 放送委員会
- ボランティア委員会
- 保健委員会
- 体育委員会
- 図書委員会
- 環境整美委員会
- 広報委員会
- 生活委員会

## 部活動

### 運動部
- 野球部[2]
- 卓球部
- サッカー部
- ミニバスケットボール部

### 文化部
- 吹奏楽部[2]

## アクセス
- 弘南バス黒石市回遊バスぷらっと号「東線」で、「黒石東小学校」下車後、徒歩約55m・約1分。
  - なお、「ぷらっと号」は片方向の運行のため、黒石駅前から「黒石東小学校」バス停まで20分、「黒石東小学校」バス停から黒石駅前までは14分[7]。
- 弘南鉄道弘南線黒石駅から約1.4km、
  - 徒歩で約20分[2]
  - 自動車で約5分[2]

## 周辺
- 黒石市東公民館
- 黒石市東児童センター
- 青森県道13号大鰐浪岡線[8]